# Tysk-österrikiska backhopparveckan 2000/2001
Tysk-österrikiska backhopparveckan 2000/2001 ingick i backhoppningsvärldscupen 2000/2001. Först hoppade man i Oberstdorf den 29 december, den 1 januari hoppade man i Garmisch-Partenkirchen och den 4 januari hoppade man i Innsbruck. Deltävlingen i Bischofshofen avslutade hoppveckan den 6 januari.

## Oberstdorf

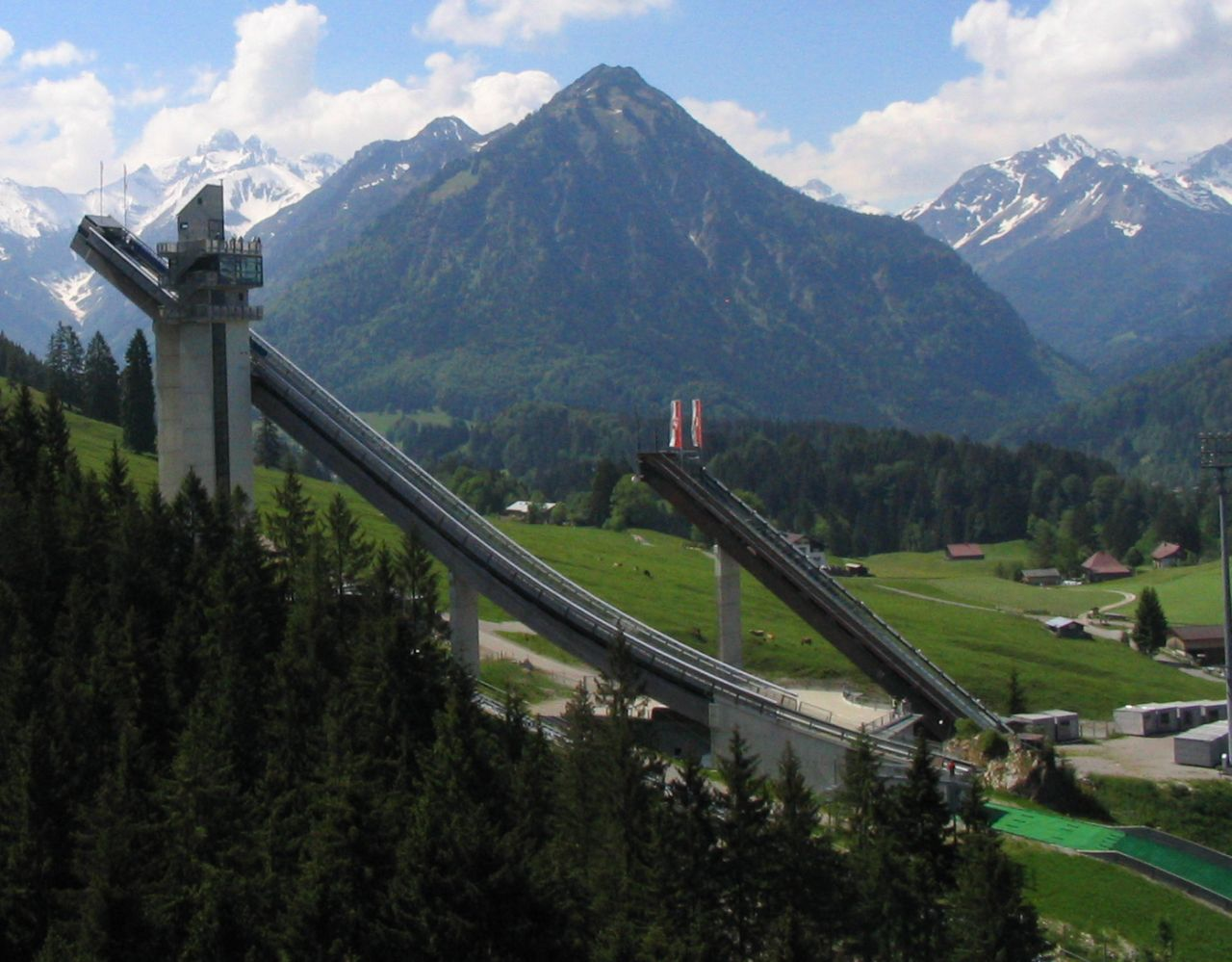
Backen i Oberstdorf

- Datum: 29 december 2000
- Land:  Tyskland
- Backe: Schattenbergschanze

| Placering | Hoppare           | Land      | Poäng |
| --------- | ----------------- | --------- | ----- |
| 1         | Martin Schmitt    | Tyskland  | 268,6 |
| 2         | Noriaki Kasai     | Japan     | 263,5 |
| 3         | Masahiko Harada   | Japan     | 259,5 |
| 4         | Adam Małysz       | Polen     | 257,7 |
| 5         | Sven Hannawald    | Tyskland  | 252,4 |
| 6         | Stefan Horngacher | Österrike | 249,4 |
| 7         | Stefan Kaiser     | Österrike | 239,4 |
| 8         | Alexander Herr    | Tyskland  | 233,7 |
| 9         | Janne Ahonen      | Finland   | 233,5 |
| 10        | Christof Duffner  | Tyskland  | 231,4 |
| 11        | Matti Hautamäki   | Finland   | 227,6 |
| 12        | Peter Žonta       | Slovenien | 225,0 |
| 13        | Jani Soininen     | Finland   | 224,5 |
| 14        | Wolfgang Loitzl   | Österrike | 224,4 |
| 15        | Martin Höllwarth  | Österrike | 222,9 |

## Garmisch-Partenkirchen

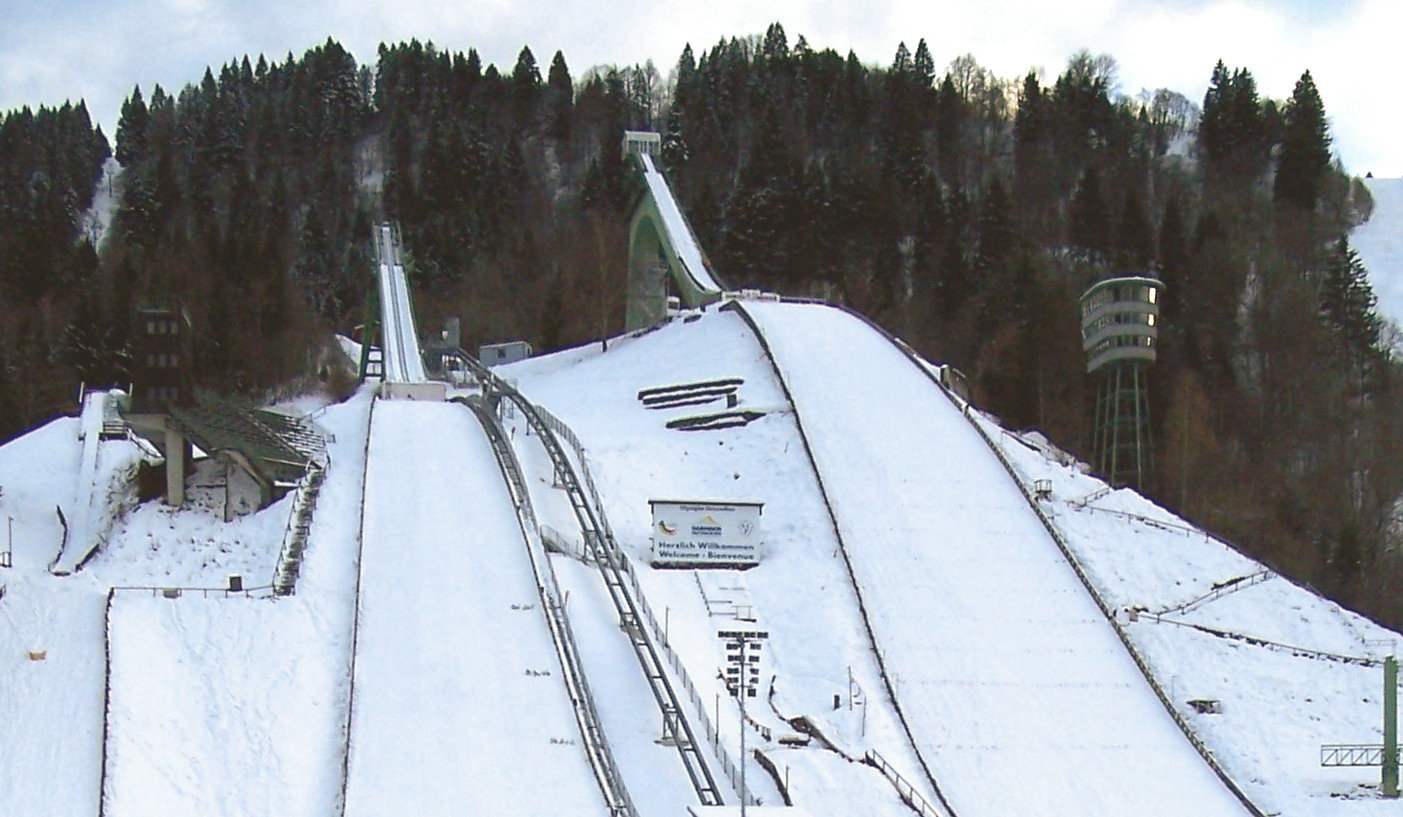
Backen i Garmisch-Partenkirchen

- Datum: 1 januari 2001
- Land:  Tyskland
- Backe: Große Olympiaschanze

| Placering | Hoppare            | Land      | Poäng |
| Placering | Hoppare            | Land      | Poäng |
| --------- | ------------------ | --------- | ----- |
| 1         | Noriaki Kasai      | Japan     | 257,6 |
| 2         | Dmitrij Vasiljev   | Ryssland  | 255,1 |
| 3         | Adam Małysz        | Polen     | 254,2 |
| 4         | Janne Ahonen       | Finland   | 250,8 |
| 5         | Sven Hannawald     | Tyskland  | 247,7 |
| 6         | Toni Nieminen      | Finland   | 244,7 |
| 7         | Risto Jussilainen  | Finland   | 236,8 |
| 8         | Martin Schmitt     | Tyskland  | 234,0 |
| 9         | Stefan Horngacher  | Österrike | 226,7 |
| 10        | Wolfgang Loitzl    | Österrike | 224,7 |
| 11        | Matti Hautamäki    | Finland   | 220,9 |
| 12        | Masahiko Harada    | Japan     | 220,5 |
| 13        | Tommy Ingebrigtsen | Norge     | 220,0 |
| 14        | Wojciech Skupień   | Polen     | 219,6 |
| 15        | Olav Magne Dønnem  | Norge     | 219,0 |

## Innsbruck

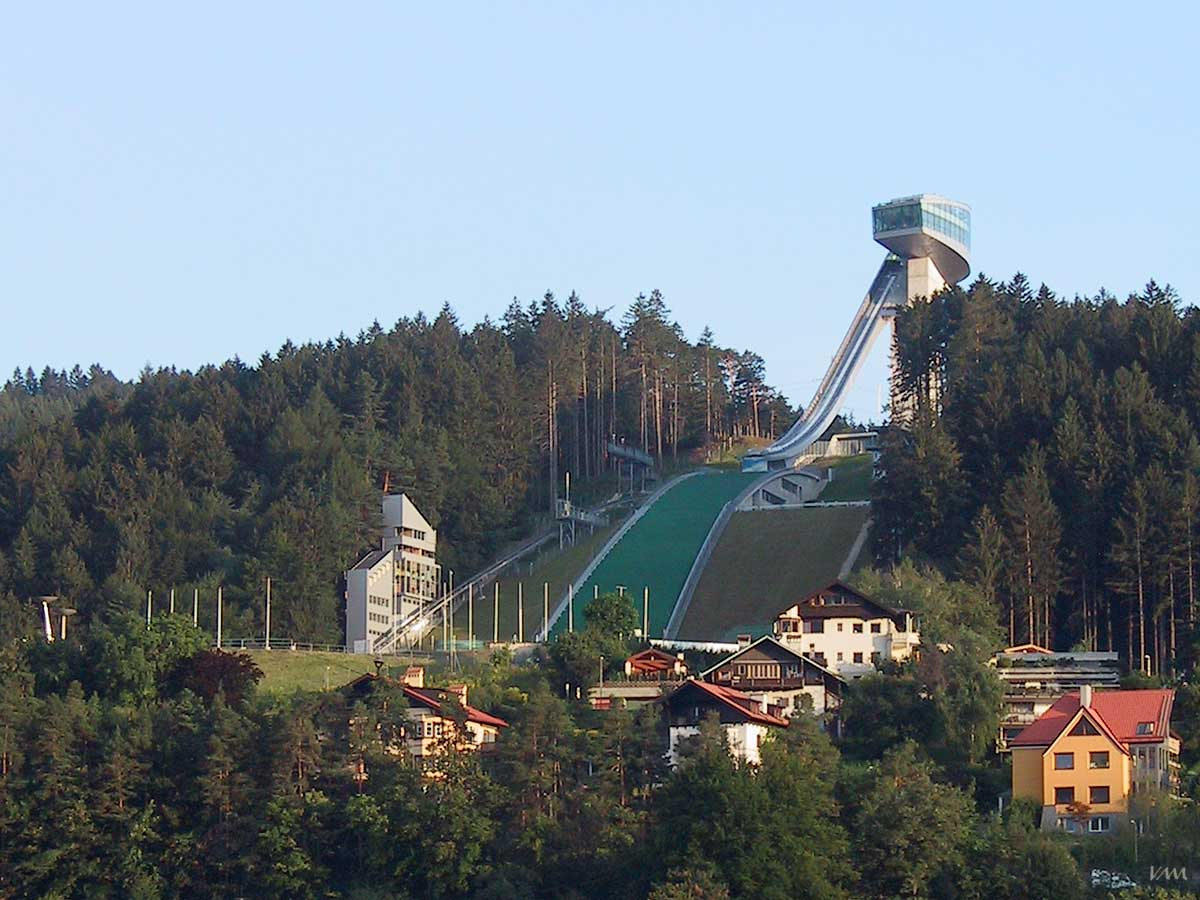
Backen i Innsbruck

- Datum: 4 januari 2001
- Land:  Österrike
- Backe: Bergiselschanze

| Placering | Hoppare            | Land      | Poäng |
| Placering | Hoppare            | Land      | Poäng |
| --------- | ------------------ | --------- | ----- |
| 1         | Adam Małysz        | Polen     | 259,2 |
| 2         | Janne Ahonen       | Finland   | 214,3 |
| 3         | Noriaki Kasai      | Japan     | 211,6 |
| 4         | Tommy Ingebrigtsen | Norge     | 206,1 |
| 5         | Damjan Fras        | Slovenien | 201,3 |
| 6         | Jani Soininen      | Finland   | 198,7 |
| 7         | Andreas Küttel     | Schweiz   | 192,9 |
| 8         | Martin Schmitt     | Tyskland  | 192,2 |
| 9         | Matti Hautamäki    | Finland   | 191,7 |
| 10        | Sven Hannawald     | Tyskland  | 189,9 |
| 11        | Risto Jussilainen  | Finland   | 189,4 |
| 12        | Stefan Horngacher  | Österrike | 188,2 |
| 13        | Jure Radelj        | Slovenien | 188,1 |
| 14        | Andreas Widhölzl   | Österrike | 187,1 |
| 15        | Wolfgang Loitzl    | Österrike | 177,2 |

## Bischofshofen

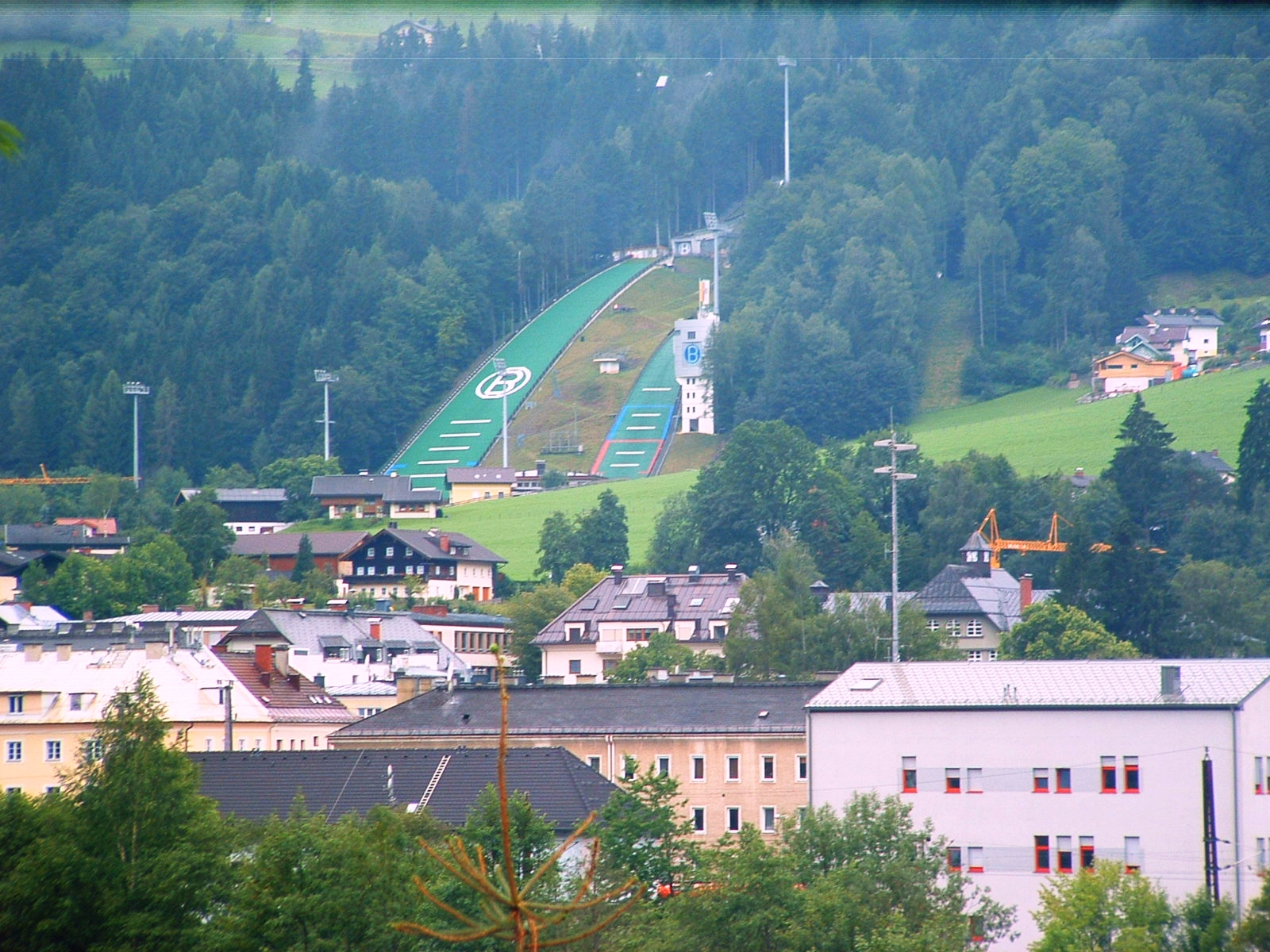
Backen i Bischofshofen

- Datum: 6 januari 2001
- Land:  Österrike
- Backe: Paul-Ausserleitner-Schanze

| Placering | Hoppare              | Land      | Poäng |
| Placering | Hoppare              | Land      | Poäng |
| --------- | -------------------- | --------- | ----- |
| 1         | Adam Małysz          | Polen     | 274,8 |
| 2         | Janne Ahonen         | Finland   | 242,9 |
| 3         | Andreas Widhölzl     | Österrike | 242,6 |
| 4         | Martin Schmitt       | Tyskland  | 225,3 |
| 5         | Manuel Fettner       | Österrike | 223,3 |
| 6         | Stefan Horngacher    | Österrike | 220,2 |
| 7         | Matti Hautamäki      | Finland   | 216,6 |
| 8         | Veli-Matti Lindström | Finland   | 211,5 |
| 9         | Jani Soininen        | Finland   | 208,4 |
| 10        | Martin Höllwarth     | Österrike | 207,0 |
| 11        | Risto Jussilainen    | Finland   | 204,2 |
| 12        | Kazuyoshi Funaki     | Japan     | 203,0 |
| 13        | Sven Hannawald       | Tyskland  | 195,3 |
| 14        | Roar Ljøkelsøy       | Norge     | 194,0 |
| 15        | Toni Nieminen        | Finland   | 192,2 |

## Slutställning
| Placering | Hoppare            | Land      | Poäng  |
| Placering | Hoppare            | Land      | Poäng  |
| --------- | ------------------ | --------- | ------ |
| 1         | Adam Małysz        | Polen     | 1045,9 |
| 2         | Janne Ahonen       | Finland   | 941,5  |
| 3         | Martin Schmitt     | Tyskland  | 920,1  |
| 4         | Sven Hannawald     | Tyskland  | 884,4  |
| 5         | Stefan Horngacher  | Österrike | 884,3  |
| 6         | Matti Hautamäki    | Finland   | 856,1  |
| 7         | Risto Jussilainen  | Finland   | 826,1  |
| 8         | Martin Hoellwarth  | Österrike | 805,0  |
| 9         | Wolfgang Loitzl    | Österrike | 791,5  |
| 10        | Tommy Ingebrigtsen | Norge     | 782,8  |
| 11        | Ville Kantee       | Finland   | 761,4  |
| 12        | Noriaki Kasai      | Japan     | 754,1  |
| 13        | Wojciech Skupień   | Polen     | 751,0  |
| 14        | Jani Soininen      | Finland   | 715,1  |
| 15        | Toni Nieminen      | Finland   | 706,0  |